# Codificação jurídica

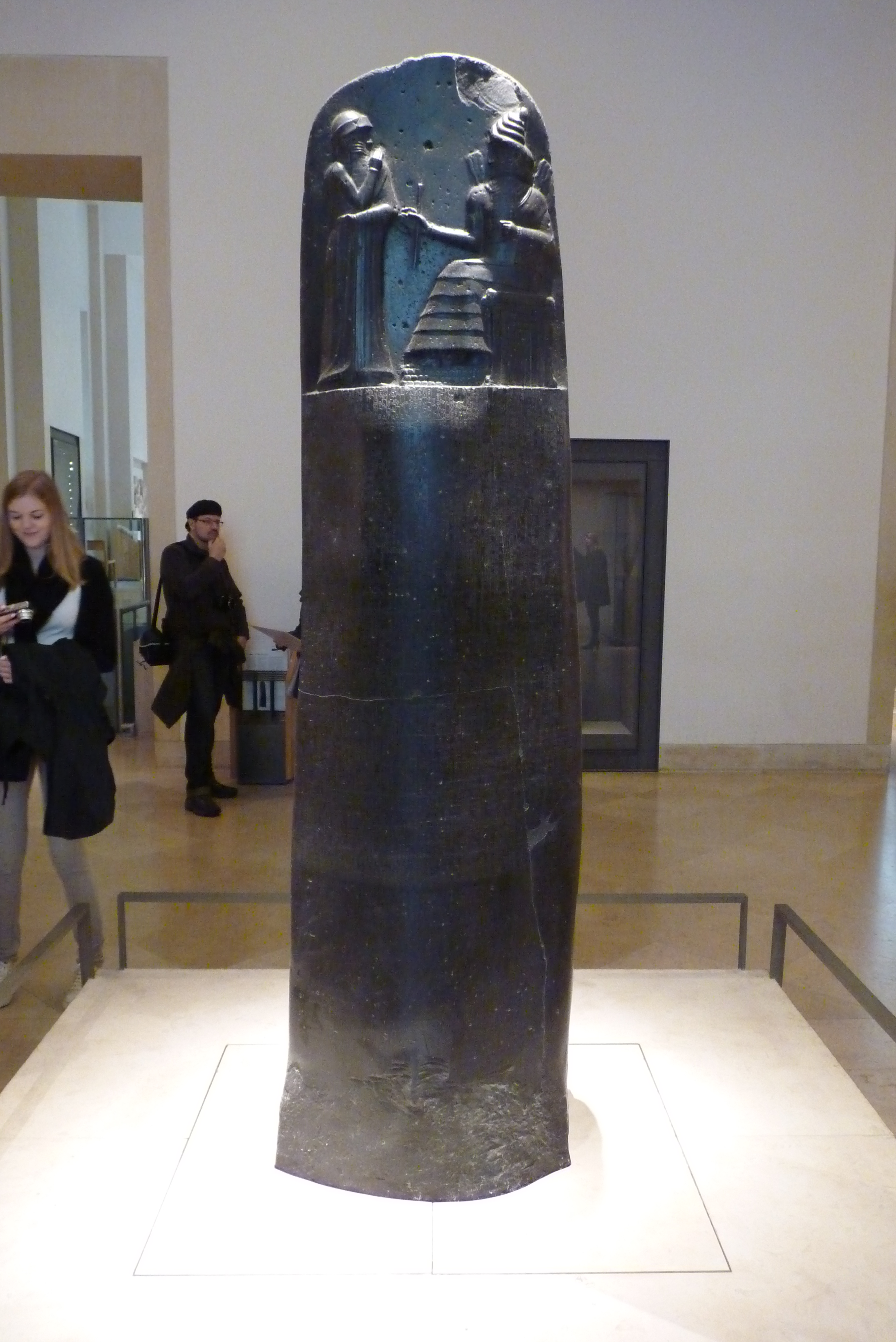
Estela gravada com o Código de Hamurabi, no Museu do Louvre, em Paris

Codificação jurídica é o ato de reunir todas as leis que regem um dado assunto num único código. Um código é uma lei em sentido material. Traz a disciplina fundamental e completa do ramo do direito de que trata. Contudo, a sua unidade legislativa é afetada pelas leis acessórias ao código, chamadas de "leis extravagantes".

## Aspectos complementares
Um código deve reger uma rama da ordem jurídica: porém há dificuldades na demarcação dos ramos. 
Há leis incorretamente denominadas "códigos", são códigos apenas no sentido formal. Exemplos de "falsos" códigos: Código das Custas Judiciais português e Código Florestal brasileiro. 
A fronteira entre código e estatuto é pouco clara. Este regularia certa matéria mais específica, um sub-ramo do direito. Exemplo: Estatuto da Terra.

## Historicamente
- Código de Manu
- Código de Eurico
- Código Ōmi
- Código de Teodósio
- Código de Hamurabi
- Código Yōrō
- Código Gregoriano
- Código Napoleônico
- Código Taihō

### Na Antiguidade
- Código de Hamurabi: 1694 a.C.?, editada por Hamurabi, rei babilônico, uma estela de diorito (basaltonegro) com 282 cláusulas, continha a lei de Talião.
- Código de Teodósio: Teodósio I, o Grande (346-395), imperador romano, tornou o cristianismo ortodoxo a religião oficial romana.
- Código de Justiniano: 529, Justiniano I, (483-565), imperador bizantino, editou o Corpus Iuris Civilis (Codex Justinianus, Digesta ou Pandectae, e Institutiones).
- Lei de Moisés
- Corpus Juris Civilis
- Lei das Doze Tábuas

### Durante o racionalismo

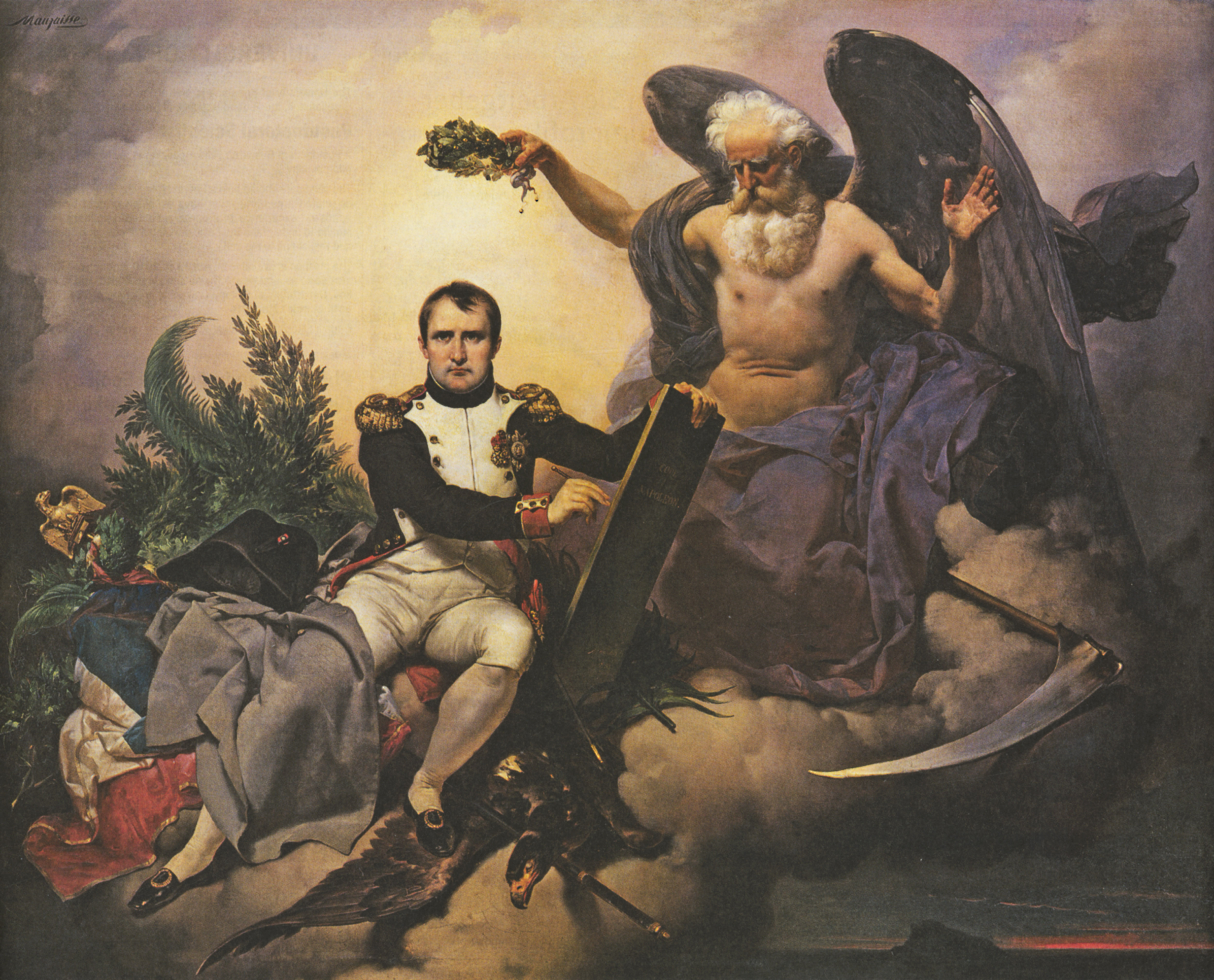
Pintura de Jean-Baptiste Mauzaisse (1784-1844) retratando Napoleão como criador de leis

A sistematização racionalista influenciou uma nova geração de códigos.
- Despotismo esclarecido (Aufklärung): Código Prussiano (1794) e Austríaco (1881).
- Ideologia demoliberal: Código de Napoleão (Código Civil Francês de 1804).
- Avanço do liberalismo: códigos em Portugal, Espanha e Itália, influência do código francês.
- Surgimento do Código Civil alemão: 1900, Bürgerliches Gesetzbuch (BGB), tomou o lugar do código francês e influenciou os códigos posteriores, como o suíço e o brasileiro.
- Código Civil Italiano (1942) e Português (1966).
- Constituições políticas: verdadeiros "Códigos de Direito Constitucional".

## Formação

### Conveniência
Vantagens
- - Permite um conhecimento mais fácil do direito aplicável.
  - Evita a incompatibilidade entre as fontes e destaca os princípios gerais.
  - Dá ao intérprete um mapa para a aplicação do direito.

Desvantagens
- - Um código é uma lei, logo apresenta as mesmas desvantagens da lei.
  - Códigos são menos alterados, portanto mais rígidos.
  - Em razão de sua rigidez os códigos podem estar desatualizados em relação à sociedade.

### Tendência à codificação
A codificação é uma tendência antiga. Listam-se alguns códigos historicamente importantes:

### Classificação quanto à causa
As causas da codificação dividem-se em: ideológicas, políticas, técnico-jurídicas e práticas.
- Causas ideológicas

Racionalismo jurídico e ordem racional:
| “ | A razão humana podia descobrir a generalidade dos princípios que deveriam regular a vida social – o Direito natural, dentro da visão da época. O direito codificado prestava-se a refletir fielmente esse Direito natural. | ” |

- Causas políticas
  - No plano interno: impõe uma legislação geral e favorece a unificação política do país por meio da unificação jurídica.
    - A polêmica entre Thibault (pró-codificação) e Savigny (Escola Histórica, Volksgeist) retardou, em quase um século, a codificação na Alemanha.

  - No plano externo: exemplo do mais célebre dos códigos, o Código de Napoleão.
    - Código napoleônico como arma de guerra, conquista dos espíritos antes da conquista pelas armas.
- Causas técnico-jurídicas
  - Código como instrumento científico e sistemático, ordenação técnica das matérias;
  - Racionalismo do século XVIII.
    - Racionalismo e os três "s": synthétique, scientifique et systématique (sintético, científico e sistemático).
- Causas práticas
  - Resposta à situação caótica das fontes do direito.

## No Brasil
Os códigos atuais regulam determinado ramo do Direito, contêm a disciplina fundamental desse ramo e são sistemáticos e científicos.
- Primeiros códigos no Brasil: Criminal (1830) e de Processo Criminal (1832).
- Código Civil Brasileiro:[7][8]
  - Publicado em 1º de janeiro de 1916, é um grande marco legislativo, o primeiro código civil criado no Brasil, tendo revogado as Ordenações Filipinas, de 1603.
  - Iniciado em 1824, em razão de disposição constitucional programática (Constituição de 1824, artigo 179, XVIII: "Organizar–se-ha quanto antes um Codigo Civil").
  - O processo legislativo foi conduzido primeiramente por Teixeira de Freitas, depois por Clóvis Beviláqua. A oposição de Ruy Barbosa adiou a promulgação do código.
  - O Código Civil de 1916 é precedido por uma Lei de Introdução, substituída em 1942 pela lei (Decreto-Lei 4 657, de 4 de setembro de 1942). Esta Lei de Introdução foi modificada pela Lei 12 376, de 2010, passando a se chamar Lei de Introdução às Normas do Direito Brasileiro (LINDB), aplicável em todo ordenamento jurídico, não apenas no Direito Civil.

A codificação espalhou-se para outros ramos do direito (salvo no direito administrativo e no direito previdenciário).
- Terceira geração de códigos
  - Código de Processo Civil (1973).
  - Novo Código Civil (2002), integração da matéria comercial.

- Código administrativo
- Código Comercial
- Código Civil
- Código de Águas
- Código de Defesa do Consumidor
- Código Penal
- Código de Processo Penal
- Código de Telecomunicações
- Código Florestal
- Código Eleitoral
- Código Sanitário
- Código Tributário Nacional
- Código de Processo Penal Militar
- Código Penal Militar
- Código de Mineração - Código de Minas
- Código de Caça - Proteção a Fauna
- Código de Processo Civil
- Código de Aeronáutica
- Código de Menores - Estatuto da Criança e do Adolescente
- Código de Propriedade Industrial
- Código de Trânsito
- Código de Conduta da Alta Administração Federal
  - Código de Ética Profissional do Servidor Público Civil do Poder Executivo Federal
- Código de Ética
  - Código de Nuremberg
  - Código de conduta
  - Código de Ética Médica
  - Código de Ética para Museus
- Código do Trabalho
- Código Fiscal de Operações e de Prestações das Entradas de Mercadorias e Bens e da Aquisição de Serviços

### Divisões dos códigos
Os códigos são divididos em Parte, Livro, Título, Capítulo, Seção, Subseção e artigos. Por exemplo, o Código Civil Brasileiro de 2002: 
P A R T E    E S P E C I A L
- LIVRO I. DO DIREITO DAS OBRIGAÇÕES
  - TÍTULO I. DAS MODALIDADES DAS OBRIGAÇÕES
    - CAPÍTULO I. DAS OBRIGAÇÕES DE DAR
      - Seção I. Das Obrigações de Dar Coisa Certa

### Diferença entre código, compilação e consolidação
Os códigos antigos eram meras compilações recolhidas de leis:
- Compilação: caráter meramente reprodutivo, diploma único;
- Consolidação: alteração dos textos existentes e união em um só texto.

Exemplos no direito brasileiro: Consolidação das Leis do Trabalho (Decreto-Lei 5 452/43) e Consolidação das Regras da Previdência Social (Decreto 11 011/76).

## Em Portugal
- Ordenações Afonsinas: 1446, compiladas por dom Afonso V, o Africano (1432-1481);
- Ordenações Manuelinas: 1512, compiladas por dom Manuel I, o Venturoso (1469-1521);
- Ordenações Filipinas: 1603, domínio espanhol, Felipe II de Portugal ou Filipe III de Espanha (1578-1621).

| “ | Toda a pessoa, de qualquer qualidade que seja, que peccado de sodomia per qualquer maneira commetter, seja queimado, e feito per fogo em pó, para que nunca de seu corpo e sepultura possa haver memoria, e todos seus bens sejam confiscados para a Corôa de nosso Reinos, postoque tenha descendentes; (Ordenações Filipinas, Livro V, Título XIII) | ” |

- Código de Martens Ferrão

### Divisão dos Códigos
Os códigos são divididos em (i) Livro, (ii) Título, (iii) Capítulo, (iv) Seção, (v) Subseção, (vi) Divisão, (vii) Subdivisão, (viii) Artigo, (ix) Artigo-Letra, (x) número e (xi) letra.